# Georg Antoni
Georg Heinrich Dietrich Antoni (Linden-Limmer, ma Hannover része, 1862. február 20. – Essen, 1945. július 5.) német jogász, politikus.

## Élete
A Hannover-Lindeni gázgyár igazgatójának, Stefan Antoninak és feleségének, Anna Noltének fia volt. 1869 és 1871 közt általános iskolába járt Hannoverben,  1872 és 1877 közt a hannoveri Lyceum II. tanulója volt. 1878 és 1882 közt a hildesheimi Josephinum gimnáziumban tanult. A sorozáson katonai szolgálatra alkalmatlannak nyilvánították. 1882 és 1886 közt a Würzburgi Egyetemen jogot és közgazdaságtant tanult, magna cum laude fokozattal szerzett diplomát. 1886-tól 1889-ig több igazsgügyi és közigazgatási hatóságnál dolgozott, majd 1889-ben letette második államvizsgáját. 1890. augusztus 15.-étől mint ügyvéd telepedett le Schweinfurtban. 1894 januárjában Fulda főpolgármesterévé választották, e tisztségébe 1894. április 4.-én iktatták be. Többször újraválasztották, mielőtt 1930. április 1.-én nyugdíjazták. Nyugalomba vonulása után Essenbe költözött. 
Első házasságát Eva Mohr-ral (Mainz, 1864. november 22. - Fulda, 1906. augusztus 4.), Ludwig Mohr órásmester lányával kötötte. Második feleségét, Anna Wilhemnine Vestert (Altendorf, ma Essen városrésze, 1875. szeptember 11. - Bredeney, ma Essen városrésze, 1961. október 1.), Wilhelm Vester malomtulajdonos lányát 1908-ban vette el. 
1919-ben csatlakozott a Német Centrumpárthoz. 1899 és 1925 közt a Kassel kerületi parlament képviselője volt a fuldai választókerületben, 1926 és 1929 közt pedig a fuldai és hunfeldi választókerületben. Képviselőként 1899–1906, 1911, 1913–1915, 1917–1922 és 1925 között a főbizottság tagja volt. 1920-ban a kormányzatkerületi parlament elnöke volt. 

## Fordítás
- Ez a szócikk részben vagy egészben  a   Georg Antoni című német Wikipédia-szócikk ezen változatának fordításán alapul.  Az eredeti cikk szerkesztőit annak laptörténete sorolja fel. Ez a jelzés csupán a megfogalmazás eredetét és a szerzői jogokat jelzi, nem szolgál a cikkben szereplő információk forrásmegjelöléseként.